# Robinson-Gletscher
Der Robinson-Gletscher ist ein Gletscher an der Knox-Küste des ostantarktischen Wilkeslands. Er mündet zwischen Merrit Island und den Reist Rocks in die Mawsonsee.
Der US-amerikanische Kartograf Gardner Dean Blodgett kartierte ihn 1955 anhand von Luftaufnahmen der US-amerikanischen Operation Highjump (1946–1947). Das Advisory Committee on Antarctic Names benannte ihn 1955 nach R. P. Robinson, Steward des Purser auf der Sloop USS Vincennes, Flaggschiff der United States Exploring Expedition (1838–1842) unter der Leitung des US-amerikanischen Polarforschers Charles Wilkes.